# Виламањо (Венеција)
Виламањо је насеље у Италији у округу Венеција, региону Венето.
Према процени из 2011. у насељу је живело 104 становника. Насеље се налази на надморској висини од 6 м.